# Забайкалец (бронепоезд)
Бронепо́езд «Забайка́лец» — российский лёгкий бронепоезд первой половины XX века.
Во время Гражданской войны находился в Дальневосточной армии и армии атамана Семёнова. Действовал на Кайдаловской ветке (нынешний Южный ход) Забайкальской железной дороги.
В годы Великой Отечественной войны, в апреле 1942 года, Читинский тепловозоремонтный завод построил бронепоезд под этим именем, который был передан командованию Забайкальского фронта и служил в нем до августа 1942 года (возможно и позже переименованным).